# Eibensbach
Eibensbach ist ein Dorf im Landkreis Heilbronn im nördlichen Baden-Württemberg, das seit 1975 ein Stadtteil von Güglingen ist.

## Geographie
Eibensbach liegt am nördlichen Fuß des Strombergs, zwei Kilometer südlich von Güglingen.

## Geschichte
Die Geschichte Eibensbachs ist eng mit der Burg Blankenhorn verbunden, einer um 1220/1235 südlich des Ortes errichteten staufischen Burg, zu der der Ort gehörte. Burg und Dorf kamen im 14. Jahrhundert an Württemberg. Die erste urkundliche Erwähnung Eibensbachs datiert vom 27. Oktober 1380. Schon im 17. Jahrhundert war die Burg nur noch eine Ruine. Bis 1808 gehörte der Ort dem Amt Güglingen an. Eibensbach kam 1808 bei der Umsetzung der neuen Verwaltungsgliederung im Königreich Württemberg als selbstständige Gemeinde zum Oberamt Brackenheim. Bei der Verwaltungsreform während der NS-Zeit in Württemberg gelangte der Ort 1938 zum Landkreis Heilbronn. 1933 wurden 319 Einwohner gezählt, 1939 waren es 326 und Ende 1945 waren es 354. Am 1. Januar 1975 wurden Eibensbach und Güglingen zur neuen Stadt Güglingen vereinigt.

## Wappen
Die Blasonierung des ehemaligen Gemeindewappens von Eibensbach lautet: In Silber eine schwarze Armbrust (Eibe).

## Sehenswürdigkeiten
Oberhalb von Eibensbach befindet sich, in 390 m Höhe auf dem Gipfel des Blankenhorns, die Ruine der Burg Blankenhorn, einer um 1220/1235 erbauten und 1241 erstmals urkundlich erwähnten staufischen Burg. Die Eibensbacher Marienkirche ist wohl auch bereits im Zuge der Gründung von Burg und Ort entstanden.

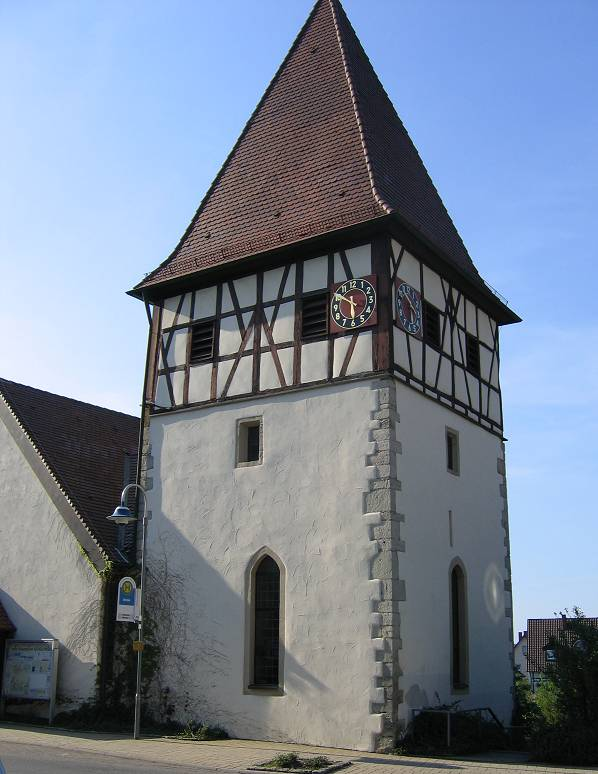
Marienkirche
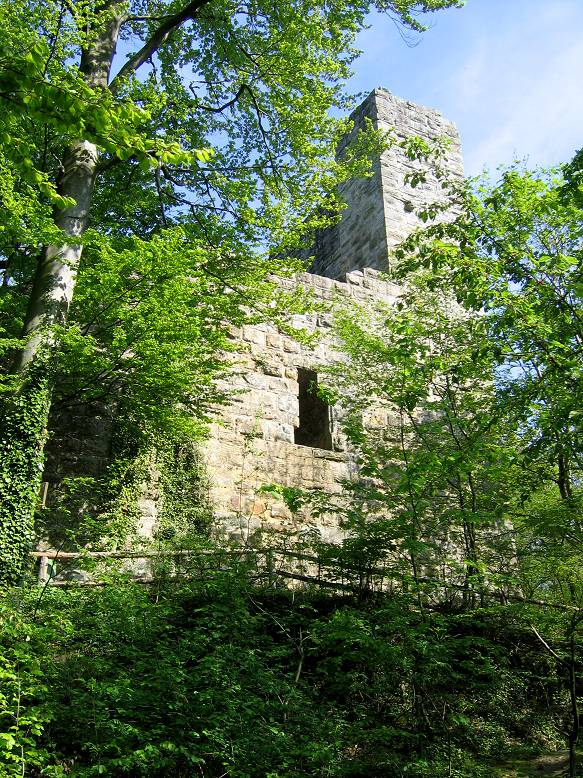
Burgruine Blankenhorn